# Zámek Cheverny
Zámek Cheverny je zámek na Loiře v obci Cheverny, několik kilometrů jižně od města Blois, v departementu Loir-et-Cher v regionu Centre-Val de Loire ve Francii. Barokní zámek vznikl mezi lety 1620 a 1634 podle plánů architekta architekta Jacques Bougier pro rodinu hraběte Henri Hurault. Byl postaven na místě původního gotického hradu, který byl před stavbou zcela stržen. Původní zámek měl tři křídla v 18. století byla, ale obě boční stržena. 